# Берёзки (Алексеевский район)
Берёзки — хутор в Алексеевском районе (городском округе, с 2018) Белгородской области, входит в состав Иващенковского сельского поселения.

## Описание
Расположен в восточной части области, в 28 км к юго-востоку от районного центра, города Алексеевки. 
| 1859 | 1897 | 2002 | 2010 |
| ---- | ---- | ---- | ---- |
| 409  | ↗687 | ↘201 | ↘174 |

Улицы и переулки
| - ул. Веселая - ул. Мира - ул. Центральная |

## История
Упоминается в Памятной книжке Воронежской губернии за 1887 год как "хуторъ Березки" Иващенковской волости Бирюченского уезда. Число жителей обоего пола — 594, число дворов — 76.